# Jim Hadnot
James Weldon "Jim" Hadnot (Jasper, Texas; 15 de enero de 1940 -2 de agosto de 1998) fue un jugador de baloncesto estadounidense que jugó en la ABL, la EPBL y una temporada en la ABA. Con 2,08 metros de estatura, juega en la posición de pívot.

## Trayectoria deportiva

### Universidad
Jugó tres temporadas con los Friars del Providence  College, en las que promedió 17,5 puntos y 15,5 rebotes por partido, liderando a su equipo en anotación en todas ellas. En 1961 ganó con su equipo el National Invitation Tournament.

### Profesional
Fue elegido en la vigésimo séptima posición del 1962 por Boston Celtics, pero no llegó a formar parte del equipo. En su lugar fichó por los Oakland Oaks de la efímera liga ABL, donde jugó 25 partidos, en los que promedió 14,4 puntos y 13,3 rebotes por encuentro. Posteriormente jugaría con los Trenton Colonials y los Wilkes-Barre Barons de la EPBL.
En 1967 fichó por los Oakland Oaks de la ABA, la liga rival de la NBA, con los que disputó una temporada como titular indiscutible, promediando 17,5 puntos, 12,2 rebotes y 1,8 asistencias por partido.

## Estadísticas de su carrera en la ABA

### Temporada regular
| Año     | Equipo  | PJ | PT | MPP  | %TC  | %3P  | %TL  | RPP  | APP | ROB | TPP | PPP  |
| ------- | ------- | -- | -- | ---- | ---- | ---- | ---- | ---- | --- | --- | --- | ---- |
| 1967-68 | Oakland | 77 | -  | 39.0 | .467 | .000 | .668 | 12.2 | 1.8 | -   | -   | 17.5 |
| Total   | Total   | 77 | -  | 39.0 | .467 | .000 | .668 | 12.2 | 1.8 | -   | -   | 17.5 |